# Біль та слава
«Біль та слава» (ісп. Dolor y gloria) — драматичний фільм режисера Педро Альмодовара. У головних ролях: Антоніо Бандерас, Пенелопа Крус, Хульєта Серрано і Леонардо Сбаралья.
Прем'єра фільму відбулася 22 березня 2019 року компанією Sony Pictures Release.

## Сюжет
Фільм розповідає про історію життя Сальвадора Малло (Антоніо Бандерас), немолодого режисера, який поступово завершує кар'єру та бачиться з важливими людьми, як у житті, так і у своїх спогадах. Доля підкидає йому сюрпризи та шанс змінити майбутнє.

## У ролях
- Антоніо Бандерас — Сальвадор Малло
- Асьєр Ечеандіа[es]— Альберто Креспо
- Пенелопа Крус — Хасінта Малло (мати Сальвадора)
  - Хульєта Серрано — Хасінта у віці
- Раул Аревало[en] — батько Сальвадора
- Леонардо Сбаралья[en] — Федеріко
- Кіті Манвер
- Сесилія Рот
- Нора Навас
- Сусі Санчес
- Кармело Гомес
- Хуліан Лопес
- Paqui Horcajo
- Розалія
- Марісол Мюріель
- Сезар Вісенте
- Asier Flores — Сальвадор Ніньйо
- Neus Alborch

## Виробництво
Агустін Альмодовар, продюсер фільму, оголосив у Twitter, що зйомки почалися 16 липня 2018 року. Актори також були оголошені у Twitter у червні 2018 року. Першим місцем зйомок було обрано місто Патерна.

## Реліз
31 січня 2019 року на YouTube вийшов перший тизер-трейлер до фільму. Офіційний постер до фільму був опублікований 11 лютого. 18 лютого вийшов другий трейлер. Актори фільму і сам Альмодовар відвідали фотосесію до фільму у Мадриді 12 березня 2019 року, перш ніж прем'єра фільму відбулася в Мадриді 13 березня 2019 року. Фільм вийшов в Іспанії 22 березня 2019 року. В Україні прем'єра відбулась 18 липня 2019 року на 10-му Одеському міжнародному кінофестивалі, де фільм брав участь у позаконкурсній програмі «Фестиваль фестивалів».

## Нагороди та номінації
| Список нагород та номінацій  | Список нагород та номінацій | Список нагород та номінацій    | Список нагород та номінацій | Список нагород та номінацій | Список нагород та номінацій |
| Кінофестиваль/Кінопремія     | Рік                         | Категорія                      | Номінант(и)                 | Результат                   | Дж                          |
| ---------------------------- | --------------------------- | ------------------------------ | --------------------------- | --------------------------- | --------------------------- |
| 72-й Каннський кінофестиваль | 2019                        | Золота пальмова гілка          | Біль та слава               | Номінація                   | [ 24 ]                      |
| 72-й Каннський кінофестиваль | 2019                        | Приз за найкращу чоловічу роль | Антоніо Бандерас            | Перемога                    | [ 24 ]                      |

## Цікаві факти
- На створення цього фільму Альмодовара надихнула стрічка «Вісім з половиною» (1963).
- Ім'я головного героя, Сальвадора Майо, є анаграмою прізвища режисера Альмодовара.
- Хульєта Серрано і Антоніо Бандерас вже зіграли матір і сина більше 30 років тому в двох інших фільмах Педро Альмодовара : «Жінки на межі нервового зриву» (1988) і «Матадор» (1986).